# High Steward of Scotland
High Steward of Scotland är en titel som givit namn till ätten Stuart, senare kungahus, först i Skottland och senare även i England. Den motsvar närmast maior domus eller rikshovmästare och gavs åt Walter Fitzalan på 1100-talet. Den sjunde innehavaren av titeln blev kung under namnet Robert II och därefter har den, i förening med titeln "hertig av Rothesay", burits av tronföljaren.